# Alexandre Beaussier-Mathon
 (juin 2025).
Alexandre Eustache Beaussier-Mathon est un homme politique français né le 28 novembre 1757 à Lille (Nord) et décédé le 5 janvier 1826 dans la même ville.

## Biographie
Négociant à Lille, il est député du Nord de 1815 à 1817, siégeant avec les royalistes modérés.

## Sources
- « Alexandre Beaussier-Mathon », dans Adolphe Robert et Gaston Cougny, Dictionnaire des parlementaires français, Edgar Bourloton, 1889-1891 [détail de l’édition]
- Notices d'autorité :   - VIAF
  - ISNI
  - BnF (données)
  - IdRef
  - LCCN
  - Belgique
  - WorldCat
- Ressource relative à la vie publique :   - Base Sycomore